# Les Nuits du désert
Pour plus de détails, voir Fiche technique et Distribution.
Les Nuits du désert (Desert Nights) est un film américain réalisé par William Nigh, sorti en 1929.

## Fiche technique
- Titre : Les Nuits du désert
- Titre original : Desert Nights
- Réalisation : William Nigh
- Scénario : John T. Neville, Dale Van Every, Willis Goldbeck, Endre Bohem, Marian Ainslee et Ruth Cummings
- Direction artistique : Cedric Gibbons
- Photographie : James Wong Howe
- Montage : Harry Reynolds
- Société de production : Metro-Goldwyn-Mayer
- Pays de production : États-Unis
- Format : Noir et blanc  - Film muet
- Genre : romance
- Durée : 62 minutes
- Date de sortie : 1929

## Distribution
- John Gilbert : Hugh Rand
- Ernest Torrence : Lord Stonehill
- Mary Nolan : Lady Diana Stonehill
- Claude King : The Real Lord Stonehill (non crédité)